# Епрвил ан Лијевен
Епрвил ан Лијевен (фр. Epreville-en-Lieuvin) насеље је и општина у северној Француској у региону Горња Нормандија, у департману Ер која припада префектури Берне.
По подацима из 2011. године у општини је живело 199 становника, а густина насељености је износила 29,61 становника/km². Општина се простире на површини од 6,72 km². Налази се на средњој надморској висини од 172 метара (максималној 173 m, а минималној 150 m).

## Демографија
| 1962. | 1968. | 1975. | 1982. | 1990. | 1999. | 2011. |
| ----- | ----- | ----- | ----- | ----- | ----- | ----- |
| 194   | 201   | 180   | 192   | 145   | 169   | 199   |

График промене броја становника у току последњих година